# Gan (Pyrénées-Atlantiques)
Gan település Franciaországban, Pyrénées-Atlantiques megyében. Lakosainak száma 5649 fő (2022. január 1.). Gan Bosdarros, Buzy, Gelos, Jurançon, Lasseube, Lasseubetat, Rébénacq, Saint-Faust és Buziet községekkel határos.

## Népesség
A település népességének változása:
| Lakosok száma | 5535 | 5546 | 5633 | 5510 | 5565 | 5585 | 5594 | 5622 | 5649 |
|               | 2013 | 2015 | 2016 | 2017 | 2018 | 2019 | 2020 | 2021 | 2022 |